# Nokia 9500 Communicator

Nokia 9500 Communicator are o tastatură QWERTY, rulează pe Symbian OS 7 pe platforma Series 80. Măsoară 148 x 57 x 24 mm și cânărește 222 grame.
Oferă conexiunile Wi-Fi 802.11 b, Bluetooth, Infraroșu, USB. Este compatibil SMS, MMS, E-mail și fax.

## Design
Tasta de pornire se află lângă cască se poate porni sau opri dispozitivul. Difuzorul se află pe partea de sus a telefonului și pe partea de jos găsim conectorul Pop-Port pentru cablul de date USB și căști, conector încărcător, microfon și portul Infraroșu pe partea de jos a Nokia.
Pe partea din spate se află camera VGA și bateria care ascunde bateria, slot pentru card SIM și MMC (Multimedia Card).Nu trebuie să scos bateria pentru a schimba cartela MMC, dar trebuie să scoateți capacul bateriei.

## Conectivitate
Nokia 9500 are GPRS, EDGE, Wi-Fi 802.11 b, Bluetooth, USB.
Smartphone-ul are integrat Bluetooth 1.1 suportă profilele Generic Access, Serial Port, Dial-Up, Goe, Object push, File Transfer și Handsfree. Se mai poate folosi ca modem pentru internet sau cu setul cu cască Bluetooth.
Nokia 9500 are integrat Wi-Fi 802.11 b care suportă criptarea WEP pe 64 și 128 biți.
Browser-ul WEB Opera suportă HTML, XHTML, WML și Flash.

## Multimedia
Are camera VGA cu rezoluție maximă de 640 x 480.
Smartphone-ul suportă formatele audio: MP3, AMR, WAV, MIDI, AAC, AWB și sunete polifonice MIDI.
Redarea fișierelor video se realizează cu aplicația Real Player care suportă: 3GP și MP4.

## Caracteristici
- Tastatura QWERTY
- Ecran mare (pt. vremea lui)
- 80 MB memorie interna, suport pentru memorie suplimentară cu MultiMediaCard (MMC)
- Wi-Fi, EDGE, suport Bluetooth și Infraroșu
- Profiluri de date ce pot fi sortate în funcție de prioritățile utilizatorului
- Browser Web
- Aplicații Office
- Cameră integrată VGA